# Energy Bern

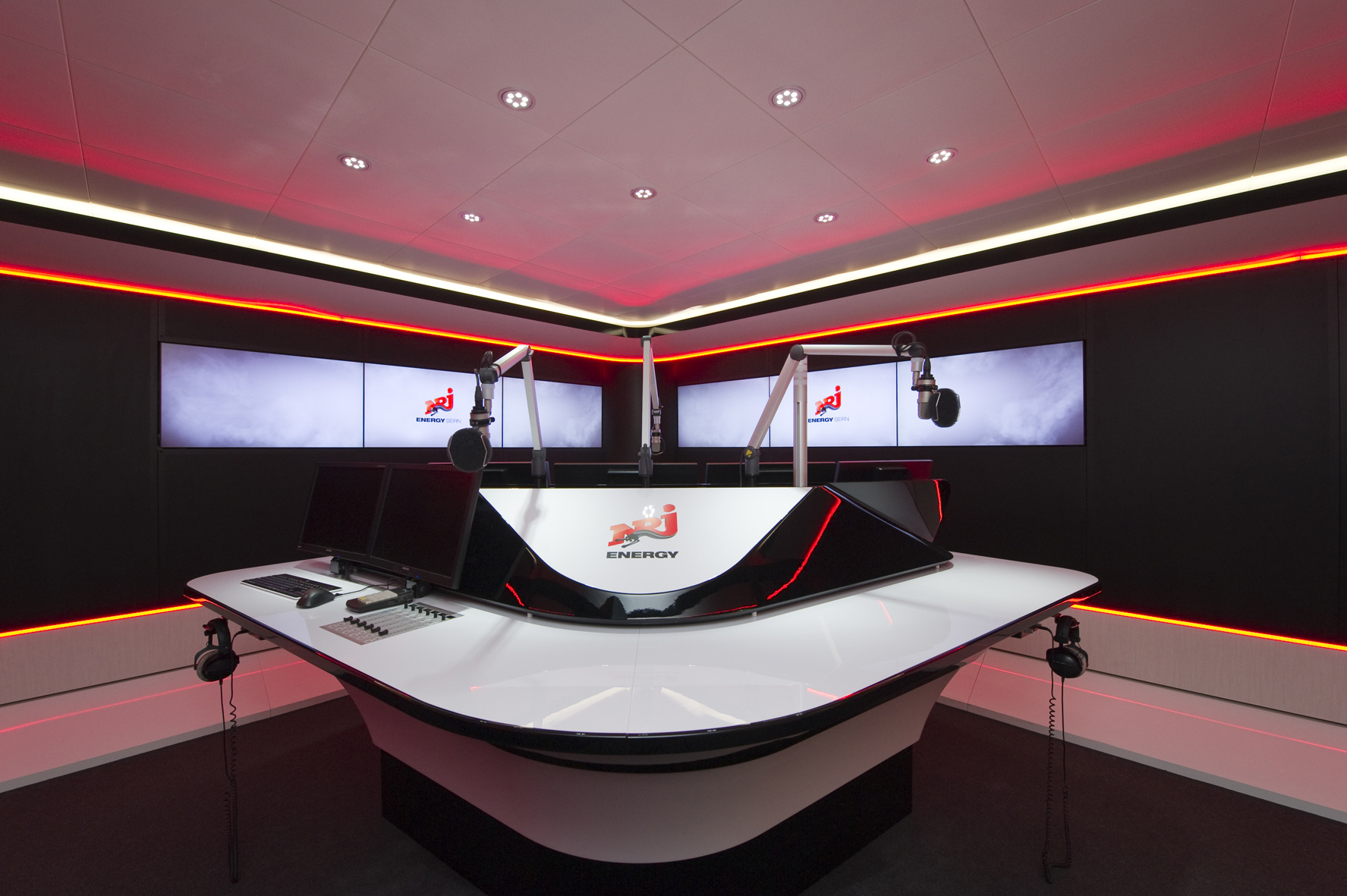
Das Studio von Energy Bern (2013)

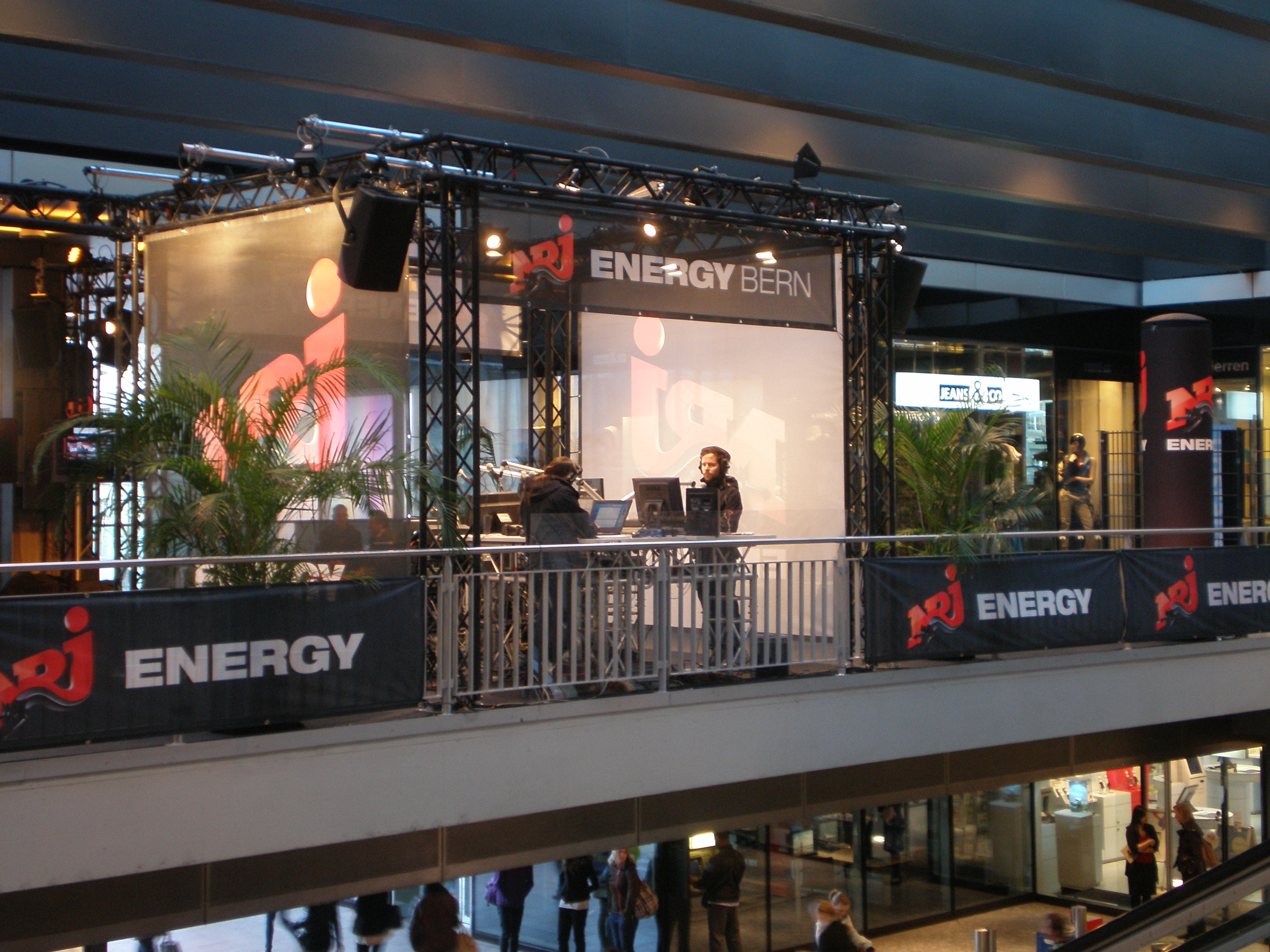
Energy Bern in der Rail City im Bahnhof Bern

Energy Bern ist ein Schweizer Privatradiosender. Das Programm ging am 9. April 2010 auf den Frequenzen des Vorgängersender Radio BE1 auf Sendung. Der Sender ist die zweite Radiostation in der Deutschschweiz unter der internationalen NRJ-Marke. Im zweiten Halbjahr 2024 hören täglich im Schnitt rund 144'000 Hörer den Sender (Montag bis Freitag, D-CH, 15+). Energy Bern ist damit vor Radio Bern 1 der Berner Privatradiosender mit der grössten Reichweite.

## Geschichte
Energy Bern entstand aus dem Vorgängersender Radio BE1, welcher zu Ringier und zur Publigroupe gehörte. Radio BE1 wiederum ging 2001 als Nachfolger von Radio Förderband auf Sendung. Der Sender ging am 9. April 2010 auf Sendung. Er war der zweite Sender der NRJ-Marke in der Deutschschweiz nach Energy Zürich (Sendestart 15. August 2003). Nach ihm folgte Energy Basel am 13. Januar 2012.
Am 3. Dezember 2012 gab Energy bekannt, dass mit Energy TV ein Schweizer Musikfernsehsender lanciert wird.

## Programm
Energy Bern bietet ein Radioprogramm, das vor allem junge Erwachsene ansprechen soll. Die Musikauswahl konzentriert sich auf die aktuellen Hits. Neben Musik bietet Energy Bern eine Morgenshow (Energy Mein Morgen) und eine Abendshow (Energy Downtown), Infos aus Bern und der Region und lädt regelmässig zu Konzerten und Filmpremieren ein. Die Daytime- und Wochenend-Shows werden meist zusammen mit Energy Zürich, Basel, Luzern und St Gallen produziert und ausgestrahlt.
Energy Mein Morgen

Die Morgenshow auf Energy Bern wird von Simon Moser und Michel Schelker moderiert. Sie läuft wochentags zwischen 05.00 und 10.00 Uhr.
Energy Downtown

Das Programm zum Feierabend wird von Roger Schürch moderiert und läuft von 15.00 bis 20.00 Uhr.

## Events
Der Sender organisiert, zusammen mit Energy Basel und Energy Zürich, mehrere Events. Die Tickets für sämtliche Anlässe stehen nicht zum Verkauf, sondern werden ausschliesslich verlost.

### Energy Star Night
Die Energy Star Night ist eine Konzertveranstaltung mit nationalen und internationalen Acts, welche einmal pro Jahr im Hallenstadion Zürich vor 13‘000 Zuschauern stattfindet. Seit der Erstausgabe 2003 organisiert Energy Zürich den Anlass. Seit 2010 ist auch Energy Bern und seit 2012 Energy Basel an der Organisation beteiligt. Bis 2015 hiess die Veranstaltung Energy Stars For Free.

### Energy Air
Seit 2014 gehört Energy Air zum Event-Portfolio von Energy. Es handelt sich um eine Konzertveranstaltung mit nationalen und internationalen Acts, welche einmal pro Jahr im Wankdorfstadion in Bern vor 40‘000 Zuschauern stattfindet. Der Anlass wird von Energy Bern, Energy Zürich und Energy Basel organisiert. Die Veranstaltung findet im Herbst statt.

### Energy Fashion Night
2010 wurde die Energy Fashion Night (Modeevent) lanciert. Vor 6‘000 Zuschauern werden im Hallenstadion Zürich Modetrends und musikalische Unterhaltung geboten.
Energy Fashion Night ist eine jährliche Modeveranstaltung in Zürich. Sie wird seit 2010 von Energy Zürich, Energy Bern und seit 2012 von Energy Basel organisiert. Gezeigt wird bezahlbare Mode für jedermann. Es treten jeweils nationale und internationale Models und Musiker auf. Die Veranstaltung findet im Frühling statt.

### Energy Live Session
Die Energy Live Session ist eine Konzertserie, welche mehrmals jährlich in kleineren Locations in den Städten Basel, Bern und Zürich stattfindet. Dabei treten internationale Künstler im intimen Rahmen auf. Unter anderem gaben schon die Backstreet Boys, James Blunt oder Sarah Connor ein Konzert.

### Energy Red Session
Die Energy Red Session ist eine Konzertserie, welche sich an ein junges, urbanes Publikum richtet und mehrmals jährlich in kleineren Locations in den Städten Basel, Bern und Zürich stattfindet. Dabei treten nationale und internationale Künstler auf.

## Verbreitung
Über den Berner Sendeturm Bantiger ausgestrahlt, ist der Sender im Grossraum Bern auf der UKW-Frequenz 101,7 MHz empfangbar. Weiter sendet Energy Bern auf folgenden Frequenzen:
- 101,0 MHz im Norden Berns
- 105,6 MHz im Raum Mühleberg und Stockeren

Der Sender wird zudem über DAB+, das Internet, Kabel und als App verbreitet.

## Weitere Radiosender

### DAB+ - Sender
Energy Zürich bietet nebst den Sendern von Energy Zürich, Basel und Bern auch weitere Radiosender über DAB+ an. Sie senden 24/7 ausschliesslich ein Musikprogramm und sind in der Deutschschweiz empfangbar. Zusammen haben die drei Musiksender im Sendegebiet täglich fast 237'000 Hörerinnen und Hörer (Mediapulse-Daten 2. Semester 2024, Montag – Freitag).
- Vintage Radio – die Songs deines Lebens (1960er bis 1990er – Songs)
- Schlager Radio – Fühlt sich gut an (Die besten und schönsten Schlagersongs aller Zeiten)
- Rockit Radio – Dein Rockradio (Rocksongs)

Beim DAB+ - Start von Vintage Radio und Rockit Radio im Dezember 2016 wurden auch die Sender Luna Radio, Classix Radio und Radio Del Mar aufgeschaltet. Diese drei Sender sind mittlerweile aber nicht mehr über DAB+ erreichbar. Der Sendeplatz von Radio Del Mar ging an Energy Hits, derjenigen von Luna Radio an Schlager Radio.

### Internetsender
Nebst den Musiksendern betreibt auf seinem Onlineportal rund 50 verschiedene Web-Channels mit unterschiedlichen Musikrichtungen (einige Beispiele: Energy 90's, mit den Hits aus den Neunzigern; Energy Hot, mit den Hits von morgen.; Energy Lounge, für die gemütlichen Stunden zwischendurch.).
Zusätzlich werden laufend Special-Channels zu ungewöhnlichen Ereignissen oder aussergewöhnlichen Highlights aufgeschaltet.